# Velryba grónská
Velryba grónská (Balaena mysticetus) je kytovec žijící ve studených mořích severní polokoule, kde se zdržuje po celý rok. Patrně se jedná o nejdéle žijícího savce, schopného dožít se 200 a více let. Na rozdíl od většiny kytovců postrádá hřbetní ploutev a může žít i v malých skupinách čítajících asi 14 jedinců. První se o něm zmínil švédský přírodovědec Carl Linné ve své publikaci Systema naturae (10. vydání, rok 1758). Mezinárodní svaz ochrany přírody (IUCN) určil druh za málo dotčený.

## Taxonomie
Jako první se o velrybě zmínil švédský přírodovědec Carl Linné a to v 10. vydání svého díla Systema naturae v roce 1758. Protože je velmi podobná ostatním velrybám žijícím v severním Atlantiku, severním Tichém oceánu a Jižním oceánu, Linné považoval všechny tři varianty velryb za jeden a ten samý druh, který pak zařadil do rodu Balaena (velryba). Velryba grónská získala binomické jméno Balaena mysticetus.
Dnes velryba grónská vytváří monotypický rod oddělený od tzv. pravých velryb (Eubalaena), jak navrhl britský zoolog John Edward Gray v roce 1821. Po dalších téměř dvou stovkách let byla však čeleď Balaenidae předmětem velkých taxonomických debat. Nakonec vědci došli k závěru, že velryby grónské se od ostatních velryb liší, ale stále nepanovala shoda v tom, zda má sdílet stejný rod nebo nikoli.
Teprve až studie z roku 2000 poskytly jasný důkaz, že tři žijící druhy pravých velryb tvoří fylogenetickou linii odlišnou od velryb grónských, a že velryby grónské a velryby pravé jsou vhodně řazeny do dvou samostatných rodů. Bylo tedy potvrzeno, že velryby pravé patří do samostatného rodu Eubalaena.
 

Vztah je znázorněn na níže uvedeném kladogramu:
|  | E. glacialis (velryba černá)                                                                    |
|  |                                                                                                 |
|  | \| \| E. japonica (velryba japonská) \| \| \| \| \| \| E. australis (velryba jižní) \| \| \| \| |
|  |                                                                                                 |
|  | E. japonica (velryba japonská)                                                                  |
|  |                                                                                                 |
|  | E. australis (velryba jižní)                                                                    |
|  |                                                                                                 |

|  | E. japonica (velryba japonská) |
|  |                                |
|  | E. australis (velryba jižní)   |
|  |                                |

|  | E. glacialis (velryba černá)                                                                    |
|  |                                                                                                 |
|  | \| \| E. japonica (velryba japonská) \| \| \| \| \| \| E. australis (velryba jižní) \| \| \| \| |
|  |                                                                                                 |
|  | E. japonica (velryba japonská)                                                                  |
|  |                                                                                                 |
|  | E. australis (velryba jižní)                                                                    |
|  |                                                                                                 |

|  | E. japonica (velryba japonská) |
|  |                                |
|  | E. australis (velryba jižní)   |
|  |                                |

## Výskyt
Velryba grónská tráví celý svůj život v arktických a subarktických vodách, jako jediná z velryb. Lze se s ní setkat všude tam, kde nejsou souvislá pásma ledových ker, obecně při pobřeží severní Kanady a Aljašky. V zimě táhne do Beringovy úžiny a k pobřeží Labradoru, na jaře se stěhuje na sever do Čukotského a Beaufortova moře.
Areál výskytu se může měnit v závislosti na klimatických změnách – tj. na tvorbě a tání ledu. S úbytkem mořského ledu se velryby grónské v létě častěji vyskytují na otevřeném moři. V minulosti (cca do 16. nebo 17. století, než byly loveny) byl pravděpodobně areál velryb širší i jižnější.

### Dělení populací podle místa výskytu
Mezinárodní velrybářská komise (IWC) tradičně uznávala pět populací velryby grónské, ale v současnosti, jak uvádí třeba Mezinárodní svaz ochrany přírody (IUCN), jsou to následující čtyři:
- subpopulace v Beringově, Čukotském a Beaufortově moři (od Čaunského zálivu v západní části Čukotského moře přes Beaufortovo moře na východ po Amundsenův záliv a Melvillův průliv),
- subpopulace ve východní Kanadě a západním Grónsku (Hudsonův záliv, Foxův záliv, Hudsonův průliv, Davisův průliv, Baffinův záliv aj.),
- subpopulace v Ochotském moři (severní a západní část Ochotského moře na východ po Šelichovův záliv, Gižigský záliv a Penžinský záliv),
- subpopulace ve východním Grónsku, Špicberkách a Barentsově moři (od východního pobřeží Grónska přes Grónské moře, v souostroví Země Františka Josefa a v Karském moři přinejmenším až po Severní země). Pozorování byla zaznamenána i jižněji, výjimečně zasahovala až na Island a k pobřeží Finnmark. Migranti byli nalezeni až na západě Britských ostrovů a ve Francii.

## Popis a výkony
Velryba grónská má robustní tmavé tělo a velkou hlavu trojúhelníkového tvaru. Na spodní čelisti, v podstatě na bradě, je viditelně bíle zbarvena a poseta nepravidelnými černými flíčky. Dospělý jedinec dosahuje délky 14–18 metrů (maximálně asi 21 m) a hmotnosti okolo 75–100 tun, přičemž samice mívá větší rozměry než samec. Samotný jazyk této velryby může vážit až 900 kilogramů. V současnosti se tak jedná o jednoho z pěti největších druhů kytovců (a tedy i živočichů) na světě.

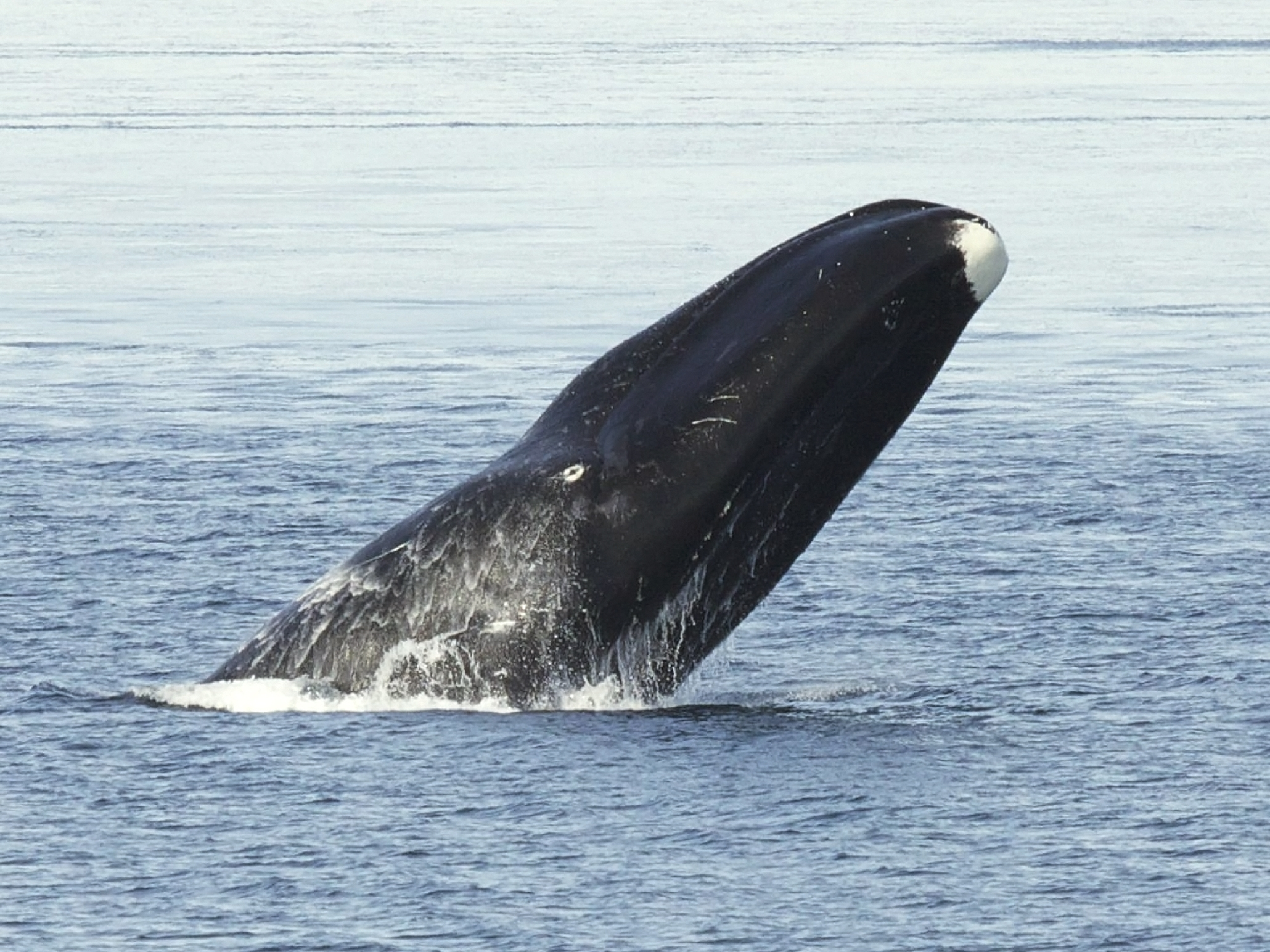
Ohromná hlava velryby grónské

Vyznačuje se především mohutnou hlavou, s jejíž pomocí dokáže prorazit až 60 cm silnou vrstvu ledu. Dále také až osm metrů dlouho ocasní ploutví, jež tvoří 40 % z celé délky těla. Disponuje silnou vrstvu podkožního tuku o tloušťce až 70 cm, který ji chrání před nízkými teplotami. Na moři se pohybuje zpravidla pomalejším tempem; průměrně plave rychlostí kolem 2,5 km/h, při krmení 4–9 km/h a v případě nutnosti zrychlí i nad 10 km/h. Nepotápí se do velké hloubky (maximálně asi do 150 metrů). Je schopna setrvat pod vodou až jednu hodinu, obvykle se však ponoří na méně než 20 minut. Svými dvěma dýchacími otvory umístěnými na vrcholu hlavy dokáže vytrysknout vodu do výšky čtyř až šesti metrů.

### Dlouhověkost
Velryba grónská je považována za nejdéle žijícího savce, neboť se může dožít více než 200 let. V květnu 2007 byl u aljašského pobřeží objeven 15metrový jedinec, u něhož byl odhadnut věk okolo 115 až 130 let, a od tohoto měření zkoumali vědci řadu dalších velryb, přičemž stáří jednoho z nich bylo odhadnuto na 211 let a věk dalších velryb grónských byl odhadnut na 135 až 172 let. Podle vědců z CSIRO, australské národní vědecké agentury, sekvence genomu určila maximální možnou délku života velryb grónských na 268 let.

#### Jedinečný genom
Velryba grónská má asi tisíckrát více buněk v organismu než jiní savci a měla by tak být obecně náchylnější na onemocnění související s věkem. Přesto má naopak mnohem vyšší odolnost proti stárnutí a je rovněž téměř imunní vůči nádorovému onemocnění. Při zkoumání jejího genomu vědci nalezli dvě konkrétní alely, které by mohly být zodpovědné za pozoruhodnou dlouhověkost této velryby. Jedinečná genetická informace může rovněž odhalit, jakým způsobem pracuje její nezvykle pomalý metabolismus.

## Biologie a ekologie

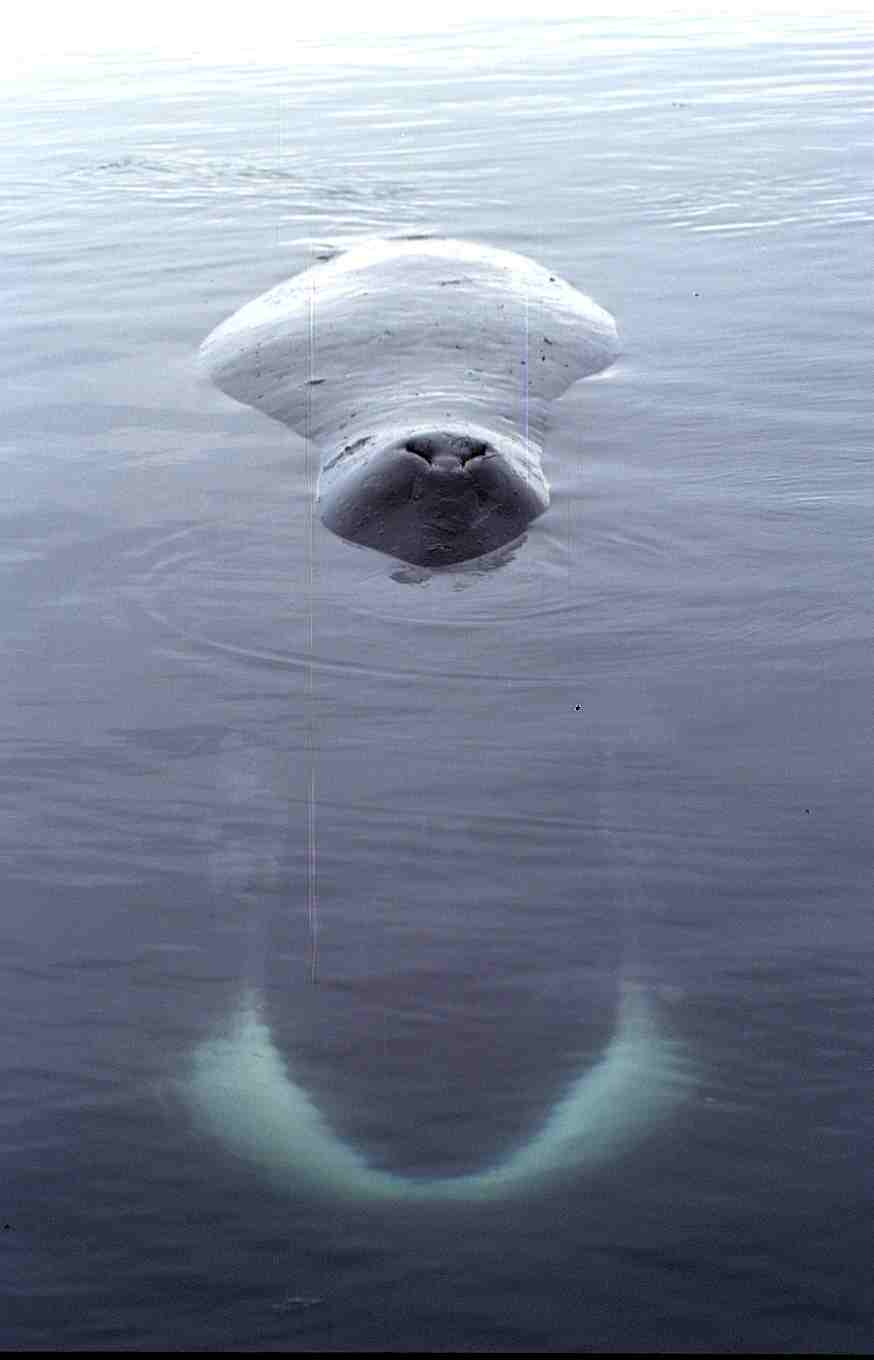
Velryba grónská u hladiny

### Migrace
Při migraci, ke které dochází na jaře a na podzim, se velryby grónské rozdělují do tří menších skupin čítajících maximálně asi 14 jedinců – subadultní velryby, mladší dospělé velryby a starší dospělé velryby. Každá z pěti nebo čtyř populací (viz výše) vykazuje odlišné migrační vzorce závislé na nabídce potravy a rozšíření nebo ústupu polárních ledovců.

### Komunikace
Velryby grónské se mezi sebou dorozumívají rozmanitou směsicí silných nízkofrekvenčních zvuků, nepřesahujících hranici 1000 Hz. Intenzivnější komunikace probíhá zejména během migrace. V období rozmnožování se pak projevují souvislejšími písněmi s pravidla déle trvající frekvencí. Studií z let 2010–2014 při které bylo zkoumáno asi 300 velryb, bylo zaznamenáno na 184 různých zvuků. Podle vědců mají velryby grónské široký často se měnící repertoár a zvuky jimi vydávané připomínají jazzovou hudbu.

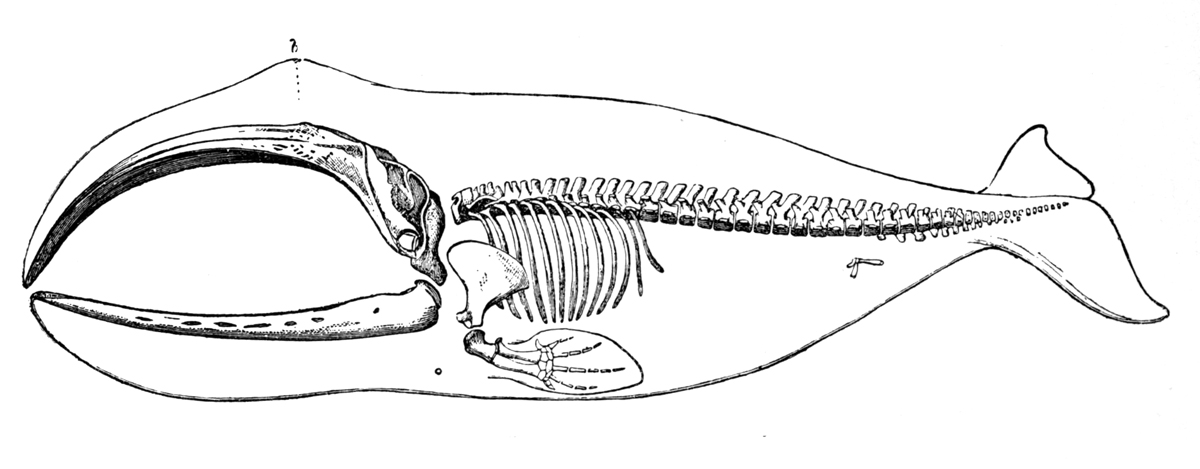
Kostra velryby grónské

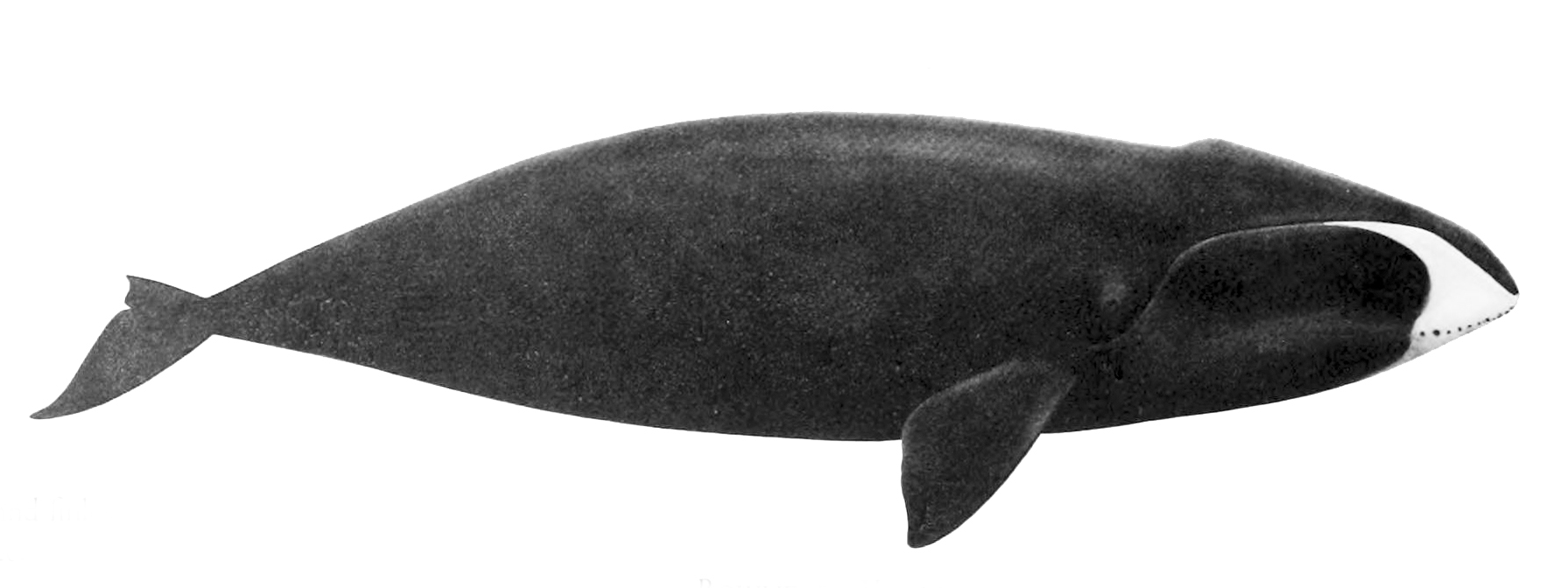
Kresba velryby grónské z roku 1987

### Potrava
Živí se planktonem a obzvláště drobnými korýši (krilem), kterého je schopna za jediný den spořádat téměř dvě tuny, tedy asi 20 milionů těchto malých mořských členovců. Technika jejího lovu spočívá v tom, že do jejich hejn pomalu vplouvá se zcela otevřenou tlamou. Namísto zubů je na bocích horní čelisti vybavena přibližně 350 kosticemi, které jí pomáhají potravu vycedit. Uchopenou kořist udrží těmito rohovitými hřebeny v tlamě a zároveň se pomocí nich zbaví přebytku nabrané vody. Spodní čelist je po stranách silně zahnutá a v podstatě imituje obrovskou lžíci.
Dlouho se vědci domnívali, že kytovci postrádají čichové ústrojí, avšak výzkum mozku u velryby grónské prokázal, že obsahuje mimo jiné i čichový trakt. Rovněž má na rozdíl od většiny ostatních druhů oddělené nosní dírky a pravděpodobně je tak schopná vnímat pach ve vzduchu, čímž si možná usnadňuje vyhledávání potravy.

### Rozmnožování
Tento kytovec se páří na konci zimy, tedy na jaře nebo na začátku léta. Samice je březí 13–14 měsíců a rodí tak následujícího roku během dubna až června. Mládě přijde na svět ocasem napřed, čímž se zabrání možnému utonutí při porodu. Novorozeně dosahuje délky 3,5–5,5 metru a hmotnosti přibližně jedné tuny. Ihned po narození je vybaveno silnou tukovou vrstvou a do půl hodiny dokáže samo plavat. O potomka se stará pravděpodobně jen samice. Mládě vyroste o cca 1,5 cm denně a matkou je kojeno 9–15 měsíců. Matčino mléko je velmi tučné (30–60 % tuku), tak, že má konzistenci srovnatelnou s pastou na zuby. Takováto extrémně výživná strava urychluje vývoj potomka. Ve věku 20–25 let, při velikosti asi 12–14 m, dosahuje velryba grónská pohlavní dospělosti. Může se dožít vysokého stáří, pravděpodobně až 200 a více let (podrobněji zde).

### Predátoři
Velryba grónská díky své velikosti nemá kromě člověka mnoho přirozených nepřátel, prakticky žádné. Neexistují ani zprávy o útocích žraloků. Nicméně při studii v roce 1995 měla třetina velryb z populace v Davisově průlivu jizvy po útocích kosatek, a právě kosatka dravá je považována za jediného možného predátora.

## Ohrožení a populace

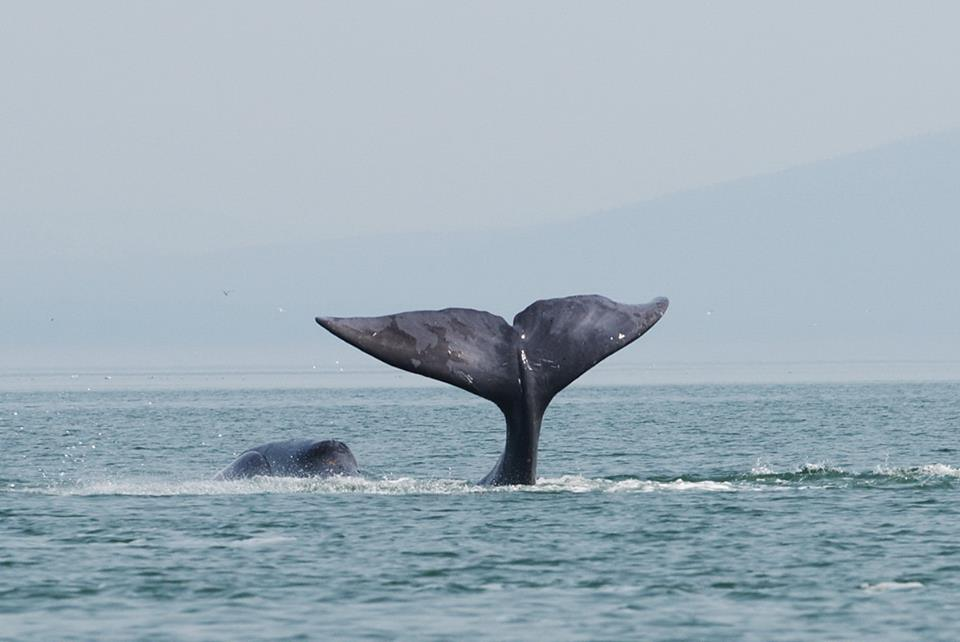
Ocasní ploutev velryby grónské může na délku měřit až osm metrů

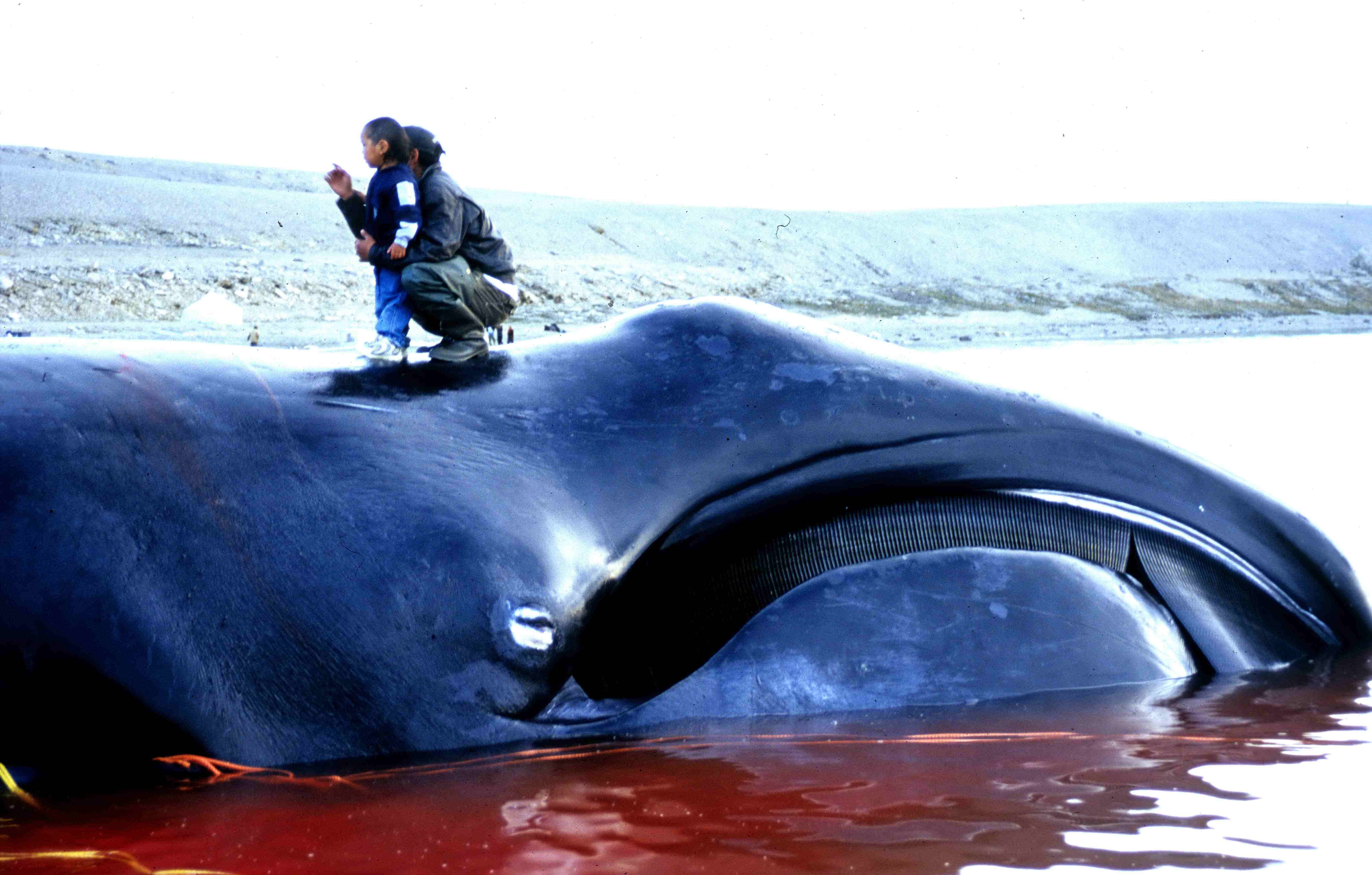
Inuitská matka s dítětem na hlavě zabité velryby v roce 2002

Už v 16. nebo 17. století byla velryba grónská obětí zničujících velrybářských expedicí. Tehdy, před komerčním lovem, v mořích žilo nejméně 50 000 velryb. Za 350 let trvajících lovů jich bylo asi 70 000 zabito. Jejími komerčně velmi cennými přednostmi, kterými jsou silná vrstva tuku, rohovité kostice z keratinu a obecně jako ohromný zdroj obživy, byla dohnána téměř k záhubě. První ochranný pakt vznikl teprve ve 30. letech 20. století a údajně se jednalo o vůbec první svého druhu, který se týkal ochrany divoké fauny. Učiněno tak bylo díky tehdejší mezinárodní organizací vystupující pod názvem Společnost národů, založené po konci první světové války. Dnes je velryba grónská součástí takzvané Washingtonské úmluvy – CITES, uvedena v příloze I, a také je zapsána v Úmluvě o ochraně stěhovavých druhů volně žijících živočichů – CMS (angl. Convention on the Conservation of Migratory Species of Wild Animals), rovněž v příloze I.

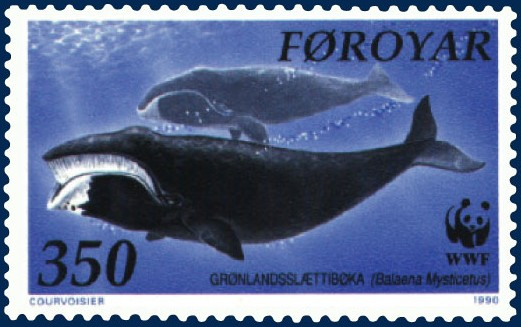
Samice s mládětem vyobrazena na známce Faerských ostrovů

V současnosti je komerční lov těchto velryb striktně zakázán, neboť byl hlavní příčinou úbytku populace. Výjimka je uložena pouze domorodým národům, pro které jsou tyto kytovci zdrojem živobytí. Stanovené limity střeží příslušné organizace, kterou je například Mezinárodní velrybářská komise (IWC). Dalšími agenturami, které se podílejí na ochraně tohoto druhu, jsou Aljašská eskymácká velrybářská komise (AEWC) a Národní úřad pro oceán a atmosféru (NOAA).
V budoucnu může velrybu grónskou ohrozit rostoucí průmyslová aktivita (těžba ropy a zemního plynu), vyšší frekvence lodní dopravy a s tím spojený rybolov, a v neposlední řadě jejich ilegální lov porušující stanovené a velmi omezené normy.
Na základě rychle rostoucí průměrné teploty v arktické oblasti došlo během tohoto století k výraznému úbytku mořského ledu a předpoklady jsou takové, že bude-li tento trend pokračovat, v letních měsících dojde k jeho úplnému zmizení. Pro velryby budou však tyto krátkodobé změny s největší pravděpodobností pozitivní, neboť by se tímto rozšířil areál možných lovišť. Celkový dopad je však neznámý či ryze spekulativní.

### Populace
Mezinárodní svaz ochrany přírody (IUCN) považuje druh za málo dotčený. Globální (celosvětová) populace pravděpodobně roste a díky ochranným opatřením se tak pozvolna zotavuje. Na základě neúplných studií biologové hrubým odhadem usuzují, že v mořích žije více než 10 000 dospělých jedinců (cca od 10 000 do 30 000 kusů). Nicméně tři z celkem asi pěti známých populací odborníci stále považují za ohrožené, další za zranitelnou a pouze jednu za málo dotčenou.
Podle Mezinárodního svazu ochrany přírody vypadá populace velryb, v případě čtyř subpopulací, následovně:
- populace v Beringově, Čukotském a Beaufortově moři je jako jediná zotavená až „nadlimitní“, čítá 12 400–28 500 jedinců / původně, před intenzivním lovem, zde žilo asi 10 000–24 000 jedinců
- populace ve východní Kanadě a západním Grónsku se pohybuje v rozmezí 4000–11 000 jedinců / původně nejméně 25 000 velryb
- populace v Ochotském moři je velmi malá a patrně i geneticky a geograficky izolovaná, čítá pravděpodobně jen 200 kusů / původně 3000–20 000 jedinců
- populace ve východním Grónsku, Špicberkách a Barentsově moři je podobně jako v předchozím případě ohrožená, pouze okolo 100 velryb / původně 33 000–65 000 jedinců.